# Consiglio regionale del Veneto
Il Consiglio regionale del Veneto ha sede a palazzo Ferro Fini, situato lungo il Canal Grande a Venezia.
Presidente dalla X legislatura è Roberto Ciambetti, esponente della Lega eletto nella Lista Zaia Presidente nella Provincia di Vicenza, eletto il 26 giugno 2015 e riconfermato nell'XI legislatura il 15 ottobre 2020.

## Presidenti
| Legislatura | Presidente         | Partito                            | Periodo                     |                                    |
| ----------- | ------------------ | ---------------------------------- | --------------------------- | ---------------------------------- |
| I           | Vito Orcalli       |                                    | Democrazia Cristiana        | 6 luglio 1970 – 12 novembre 1974   |
| I           | Giancarlo Gambaro  |                                    | Democrazia Cristiana        | 12 novembre 1974 – 14 luglio 1975  |
| II          | Giancarlo Gambaro  | 14 luglio 1975 – 19 settembre 1975 | Democrazia Cristiana        |                                    |
| II          | Bruno Marchetti    |                                    | Partito Socialista Italiano | 19 settembre 1975 – 14 luglio 1980 |
| III         | Bruno Marchetti    | 14 luglio 1980 – 17 giugno 1985    | Partito Socialista Italiano |                                    |
| IV          | Carlo Bernini      |                                    | Democrazia Cristiana        | 17 giugno 1985 – 29 luglio 1985    |
| IV          | Francesco Guidolin |                                    | Democrazia Cristiana        | 29 luglio 1985 – 11 giugno 1990    |
| V           | Amalia Sartori     |                                    | Partito Socialista Italiano | 11 giugno 1990 – 30 luglio 1990    |
| V           | Umberto Carraro    |                                    | Partito Socialista Italiano | 30 luglio 1990 – 5 giugno 1995     |
| VI          | Amalia Sartori     |                                    | Forza Italia                | 5 giugno 1995 – 29 maggio 2000     |
| VII         | Enrico Cavaliere   |                                    | Lega Nord-Liga Veneta       | 29 maggio 2000 – 9 maggio 2005     |
| VIII        | Marino Finozzi     |                                    | Lega Nord-Liga Veneta       | 9 maggio 2005 – 26 aprile 2010     |
| IX          | Clodovaldo Ruffato |                                    | Il Popolo della Libertà     | 26 aprile 2010 – 26 giugno 2015    |
| X           | Roberto Ciambetti  |                                    | Lega Nord                   | 26 giugno 2015 – 15 ottobre 2020   |
| XI          | Roberto Ciambetti  | Zaia Presidente                    | 15 ottobre 2020 – in carica |                                    |

## Composizione del Consiglio nell'XI legislatura
Dopo le elezioni regionali del 20-21 settembre 2020, il Consiglio regionale risulta così composto:

### Gruppi consiliari
| Partito                             | Partito                                | Seggi |
| ----------------------------------- | -------------------------------------- | ----- |
|                                     | Zaia Presidente                        | 17    |
|                                     | Lega                                   | 13    |
|                                     | Fratelli d'Italia - Alleanza Nazionale | 5     |
|                                     | Forza Italia - Autonomia per il Veneto | 2     |
|                                     | Lista Veneta Autonomia - Gruppo misto  | 3     |
| Totale coalizione di centrodestra   | Totale coalizione di centrodestra      | 40    |
|                                     | Partito Democratico                    | 6     |
|                                     | Europa Verde                           | 1     |
|                                     | Il Veneto che vogliamo                 | 1     |
|                                     | Gruppo misto                           | 1     |
| Totale coalizione di centrosinistra | Totale coalizione di centrosinistra    | 9     |
|                                     | Movimento 5 Stelle                     | 1     |
| Totale seggi                        | Totale seggi                           | 50    |

### Ufficio di presidenza
- Presidente: Roberto Ciambetti (Lega)
- Vicepresidenti: Enoch Soranzo (FdI) e Francesca Zottis (PD)
- Segretari: Alessandra Sponda (Zaia Presidente) e Erika Baldin (M5S)

### Componenti della giunta regionale nell'XI legislatura
- Luca Zaia, Presidente della Regione Veneto, Delega a Comunicazione, Autonomia regionale, Giochi Olimpici
- Elisa De Berti, Vicepresidente e Assessore ai Lavori pubblici, infrastrutture, navigazione e trasporti
- Giampaolo Bottacin, Assessore All'ambiente, clima e Protezione Civile
- Francesco Calzavara, Assessore all'Attuazione del programma, Rapporti con il Consiglio, Bilancio
- Federico Caner, Assessore al Turismo, Agricoltura e Commercio
- Cristiano Corazzari, Assessore al Territorio, Cultura, Sicurezza, Caccia e Pesca
- Valeria Mantovan, Assessore all'Istruzione, Lavoro, Formazione e Pari Opportunità
- Manuela Lanzarin, Assessore alla Sanità, Servizi Sociali e Programmazione Sanitaria
- Roberto Marcato, Assessore allo Sviluppo Economico, Energia, Legge speciale per Venezia

### Componenti del Consiglio regionale nell'XI legislatura
| Consigliere           | Consigliere          | Lista                           | Preferenze | Provincia di elezione                                                              | Note                                      |
| --------------------- | -------------------- | ------------------------------- | ---------- | ---------------------------------------------------------------------------------- | ----------------------------------------- |
|                       | Silvia Cestaro       | Zaia Presidente                 | 1.490      | Belluno                                                                            |                                           |
| Luciano Sandonà       | 6.009                | Zaia Presidente                 | Padova     |                                                                                    |                                           |
| Elisa Cavinato        | 4.361                | Zaia Presidente                 | Padova     |                                                                                    |                                           |
| Giulio Centenaro      | 4.141                | Zaia Presidente                 | Padova     |                                                                                    |                                           |
| Simona Bisaglia       | 890                  | Zaia Presidente                 | Rovigo     |                                                                                    |                                           |
| Sonia Brescacin       | 8.863                | Zaia Presidente                 | Treviso    |                                                                                    |                                           |
| Roberto Bet           | 8.506                | Zaia Presidente                 | Treviso    |                                                                                    |                                           |
| Alberto Villanova     | 8.406                | Zaia Presidente                 | Treviso    | Capogruppo                                                                         |                                           |
| Silvia Rizzotto       | 7.309                | Zaia Presidente                 | Treviso    |                                                                                    |                                           |
| Nazzareno Gerolimetto | 4.902                | Zaia Presidente                 | Treviso    |                                                                                    |                                           |
| Roberta Vianello      | 1.432                | Zaia Presidente                 | Venezia    | Subentrata a Francesco Calzavara, nominato assessore                               |                                           |
| Gabriele Michieletto  | 3.693                | Zaia Presidente                 | Venezia    | Vice-capogruppo                                                                    |                                           |
| Francesca Scatto      | 2.071                | Zaia Presidente                 | Venezia    |                                                                                    |                                           |
| Alessandra Sponda     | 2.839                | Zaia Presidente                 | Verona     |                                                                                    |                                           |
| Marco Zecchinato      | 4.326                | Zaia Presidente                 | Vicenza    |                                                                                    |                                           |
| Stefano Giacomin      | 2.876                | Zaia Presidente                 | Vicenza    |                                                                                    |                                           |
| Silvia Maino          | 2.774                | Zaia Presidente                 | Vicenza    |                                                                                    |                                           |
|                       | Luca Zaia            | Liga Veneta per Salvini Premier | 1.883.960  | Veneto                                                                             | Presidente della Giunta Regionale         |
| Giovanni Puppato      | 1.109                | Liga Veneta per Salvini Premier | Belluno    | Subentrato a Gianpaolo Bottacin, nominato assessore - Eletto con "Zaia Presidente" |                                           |
| Giuseppe Pan          | 5.012                | Liga Veneta per Salvini Premier | Padova     | Capogruppo - Subentrato a Roberto Marcato, nominato assessore                      |                                           |
| Laura Cestari         | 930                  | Liga Veneta per Salvini Premier | Rovigo     | Subentrata a Cristiano Corazzari, nominato assessore                               |                                           |
| Gianpiero Possamai    | 2.775                | Liga Veneta per Salvini Premier | Treviso    | Subentrato a Federico Caner, nominato assessore                                    |                                           |
| Marzio Favero         | 3.315                | Liga Veneta per Salvini Premier | Treviso    |                                                                                    |                                           |
| Marco Dolfin          | 3.114                | Liga Veneta per Salvini Premier | Venezia    |                                                                                    |                                           |
| Marco Andreoli        | 3.195                | Liga Veneta per Salvini Premier | Verona     | Subentrato a Elisa De Berti, nominata assessore                                    |                                           |
| Filippo Rigo          | 4.521                | Liga Veneta per Salvini Premier | Verona     | Vice-capogruppo - Eletto con "Zaia Presidente"                                     |                                           |
| Enrico Corsi          | 3.809                | Liga Veneta per Salvini Premier | Verona     |                                                                                    |                                           |
| Roberto Ciambetti     | 9.974                | Liga Veneta per Salvini Premier | Vicenza    | Presidente del Consiglio Regionale - Eletto con "Zaia Presidente"                  |                                           |
| Milena Cecchetto      | 4.650                | Liga Veneta per Salvini Premier | Vicenza    | Subentrato a Manuela Lanzarin, nominata assessore                                  |                                           |
| Nicola Ignazio Finco  | 8.939                | Liga Veneta per Salvini Premier | Vicenza    | Vicepresidente del Consiglio Regionale                                             |                                           |
|                       | Enoch Soranzo        | Fratelli d'Italia               | 5.858      | Padova                                                                             |                                           |
| Tommaso Razzolini     | 4.083                | Fratelli d'Italia               | Treviso    |                                                                                    |                                           |
| Lucas Pavanetto       | 2.830                | Fratelli d'Italia               | Venezia    |                                                                                    |                                           |
| Stefano Casali        | 7.533                | Fratelli d'Italia               | Verona     | Dal 31.07.2024                                                                     |                                           |
| Joe Formaggio         | 7.869                | Fratelli d'Italia               | Vicenza    | Subentrato a Elena Donazzan, nominata assessore                                    |                                           |
|                       | Stefano Valdegamberi | Gruppo Misto                    | 11.370     | Verona                                                                             | Capogruppo - Eletto con "Zaia Presidente" |
| Fabiano Barbisan      | 3.692                | Gruppo Misto                    | Venezia    | Eletto con "Zaia Presidente"                                                       |                                           |
| Fabrizio Boron        | 6.588                | Gruppo Misto                    | Padova     | Eletto con "Zaia Presidente"                                                       |                                           |
|                       | Elisa Venturini      | Forza Italia                    | 6.559      | Padova                                                                             | Capogruppo                                |
| Alberto Bozza         | 3.602                | Forza Italia                    | Verona     | Vice-capogruppo                                                                    |                                           |
|                       | Tomas Piccinini      | Lista Veneta Autonomia          | 3.409      | Verona                                                                             | Capogruppo                                |

| Consigliere           | Consigliere      | Lista                      | Preferenze | Provincia di elezione                  | Note       |
| --------------------- | ---------------- | -------------------------- | ---------- | -------------------------------------- | ---------- |
|                       | Vanessa Camani   | Partito Democratico Veneto | 6.098      | Padova                                 | Capogruppo |
| Andrea Zanoni         | 6.411            | Partito Democratico Veneto | Treviso    |                                        |            |
| Jonatan Montanariello | 1.941            | Partito Democratico Veneto | Venezia    |                                        |            |
| Francesca Zottis      | 3.826            | Partito Democratico Veneto | Venezia    | Vicepresidente del Consiglio regionale |            |
| Anna Maria Bigon      | 7.502            | Partito Democratico Veneto | Verona     |                                        |            |
| Chiara Luisetto       | 8.989            | Partito Democratico Veneto | Vicenza    |                                        |            |
|                       | Cristina Guarda  | Europa Verde               | 2.529      | Vicenza                                | Capogruppo |
|                       | Elena Ostanel    | Il Veneto che Vogliamo     | 4.479      | Padova                                 | Capogruppo |
|                       | Erika Baldin     | Movimento 5 Stelle         | 2.007      | Venezia                                | Capogruppo |
|                       | Arturo Lorenzoni | Gruppo Misto               | 385.768    | Veneto                                 |            |

## Composizione del Consiglio nella X legislatura
Dopo le elezioni regionali del 2015, la composizione del Consiglio regionale è la seguente:
| Partito                             | Partito                                                     | Seggi |
| ----------------------------------- | ----------------------------------------------------------- | ----- |
|                                     | Lega Nord - Liga Veneta                                     | 12    |
|                                     | Zaia Presidente                                             | 10    |
|                                     | Più Italia! - Amo il Veneto                                 | 2     |
|                                     | Siamo Veneto                                                | 1     |
|                                     | Fratelli d'Italia - Alleanza Nazionale                      | 2     |
| Totale coalizione di centrodestra   | Totale coalizione di centrodestra                           | 27    |
|                                     | Partito Democratico                                         | 8     |
|                                     | Alessandra Moretti Presidente                               | 2     |
| Totale coalizione di centrosinistra | Totale coalizione di centrosinistra                         | 10    |
|                                     | Movimento 5 Stelle                                          | 4     |
|                                     | Centro destra Veneto - Autonomia e libertà                  | 3     |
|                                     | Forza Italia - Berlusconi presidente - Area Popolare Veneto | 1     |
|                                     | Veneto Cuore Autonomo                                       | 1     |
|                                     | Forza Italia - Veneto per l'Autonomia                       | 1     |
|                                     | Veneti Uniti                                                | 1     |
|                                     | Gruppo misto                                                | 3     |
| Totale seggi                        | Totale seggi                                                | 51    |

### Componenti della giunta regionale nella X legislatura
- Luca Zaia, presidente della Regione del Veneto
- Gianluca Forcolin, vicepresidente e assessore al bilancio e patrimonio, affari generali, enti locali (fino al 13 agosto 2020)
- Giampaolo Bottacin, assessore all'ambiente e protezione civile
- Federico Caner, assessore all'attuazione del programma, rapporti con Consiglio regionale, programmazione fondi UE, turismo, commercio estero
- Luca Coletto, assessore alla sanità e programmazione socio-sanitaria
- Cristiano Corazzari, assessore al territorio, cultura e sicurezza
- Elisa De Berti, assessore ai lavori pubblici, infrastrutture e trasporti
- Elena Donazzan, assessore all'istruzione, alla formazione, al lavoro e pari opportunità
- Manuela Lanzarin, assessore ai servizi sociali e programmazione sanitaria
- Roberto Marcato, assessore allo sviluppo economico ed energia
- Giuseppe Pan, assessore all'agricoltura, caccia e pesca

#### Ufficio di presidenza
- Presidente: Roberto Ciambetti (Lega Nord)
- Vicepresidente: Massimo Giorgetti (Forza Italia)
- Vicepresidente: Bruno Pigozzo (Partito Democratico)

### Componenti del Consiglio regionale nella X legislatura

#### Lega Nord
- Barbisan Riccardo, vicepresidente gruppo consiliare
- Ciambetti Roberto
- Coletto Luca
- Colman Maurizio
- Finco Nicola Ignazio, presidente gruppo consiliare
- Finozzi Marino, cessato mandato il: 15 giugno 2018
- Forcolin Gianluca
- Gidoni Franco
- Marcato Roberto
- Montagnoli Alessandro
- Possamai Gianpiero
- Semenzato Alberto
- Zaia Luca

#### Lista Zaia Presidente
- Fabrizio Boron
- Gianpaolo Bottacin
- Sonia Brescacin
- Francesco Calzavara
- Nazareno Gerolimetto
- Manuela Lanzarin
- Michieletto Gabriele, vicepresidente gruppo consiliare
- Silvia Rizzotto, presidente gruppo consiliare
- Luciano Sandonà
- Alberto Villanova

#### Più Italia! - Amo il Veneto
- Elena Donazzan,
- Massimo Giorgetti, presidente gruppo consiliare

#### Siamo Veneto
- Antonio Guadagnini, presidente gruppo consiliare

#### Fratelli d'Italia - Alleanza Nazionale
- Sergio Berlato, presidente gruppo consiliare
- Andrea Bassi
- Stefano Casali

#### Partito Democratico
- Graziano Azzalin
- Bruno Pigozzo
- Stefano Fracasso, presidente gruppo consiliare
- Alessandra Moretti, cessato mandato il 2 luglio 2019
- Anna Maria Bigon, surroga del 23 luglio 2019[9]
- Orietta Salemi, vicepresidente gruppo consiliare
- Claudio Sinigaglia
- Andrea Zanoni
- Francesca Zottis

#### Alessandra Moretti Presidente
- Franco Ferrari, presidente gruppo consiliare
- Cristina Guarda, vicepresidente gruppo consiliare

#### Movimento 5 Stelle
- Erika Baldin
- Jacopo Berti, vicepresidente gruppo consiliare
- Manuel Brusco, presidente gruppo consiliare
- Simone Scarabel

#### Veneti Uniti
- Pietro Dalla Libera, presidente gruppo consiliare

#### Forza Italia - Veneto per l'Autonomia
- Maurizio Conte, presidente gruppo consiliare

#### Forza Italia - Berlusconi presidente - Area Popolare Veneto
- Marino Zorzato, presidente gruppo consiliare

#### Centro destra Veneto - Autonomia e libertà
- Barbinas Fabiano

#### Veneto Cuore Autonomo
- Giovanna Negro, presidente gruppo consiliare

#### Gruppo misto
- Piero Ruzzante, presidente gruppo consiliare
- Stefano Valdegamberi, vicepresidente gruppo consiliare
- Patrizia Bartelle